# درونا (فیلم ۲۰۰۸)
درونا (به هندی: Drona) فیلمی است محصول سال ۲۰۰۸ و به کارگردانی گلدی بهل است. در این فیلم بازیگرانی همچون آبیشک باچان، پریانکا چوپرا، کی کی منون، جایا باچان، کونن استیونز ایفای نقش کرده‌اند.